# NA-4355
La  NA-4355  es una carretera local perteneciente a la Red de Carreteras de Navarra que se inicia en PK 12,80 de NA-411 y termina en Ilarregi. Tiene una longitud de 0,2 kilómetros.